# Maxwellscher Spannungstensor
Der Maxwellsche Spannungstensor {\displaystyle T} (benannt nach James Clerk Maxwell) ist ein symmetrischer Tensor zweiter Stufe, der in der klassischen Elektrodynamik verwendet wird, um die Wechselwirkung zwischen elektromagnetischen Kräften und mechanischem Impuls darzustellen.
In einfachen Situationen, beispielsweise eine elektrische Punktladung, die sich in einem homogenen Magnetfeld frei bewegt, lassen sich die Kräfte auf die Ladung durch die Lorentzkraft berechnen. Für komplexere Probleme wird das Verfahren über die Lorentzkraft sehr lang. Es ist daher zweckmäßig, verschiedene Größen der Elektrodynamik im Maxwellschen Spannungstensor zu sammeln.
In der relativistischen Formulierung des Elektromagnetismus erscheint der Maxwell-Tensor als Teil des elektromagnetischen Energie-Impuls-Tensors.

## Definition
Im Vakuum ist der Maxwellsche Spannungstensor in SI-Einheiten definiert durch
{\displaystyle T_{ij}=\varepsilon _{0}E_{i}E_{j}+{\frac {B_{i}B_{j}}{\mu _{0}}}-{\frac {1}{2}}\left(\varepsilon _{0}E^{2}+{\frac {B^{2}}{\mu _{0}}}\right)\delta _{ij}},
wobei
- {\displaystyle E_{i}} die Komponenten der elektrischen Feldstärke bezeichnen
- {\displaystyle B_{i}} die Komponenten der magnetischen Flussdichte
- {\displaystyle \varepsilon _{0}} die elektrische Feldkonstante
- {\displaystyle \mu _{0}} die magnetische Feldkonstante
- {\displaystyle \delta _{ij}} das Kronecker-Delta.

In gaußschen cgs-Einheiten ergibt sich der Tensor zu
{\displaystyle T_{ij}={\frac {1}{4\pi }}\left(E_{i}E_{j}+H_{i}H_{j}-{\frac {1}{2}}\left(E^{2}+H^{2}\right)\delta _{ij}\right)}
mit den Komponenten {\displaystyle H_{i}} der magnetischen Feldstärke.
Für elektromagnetische Wellen in einem linearen Medium lässt sich der Maxwellsche Spannungstensor definieren als:
{\displaystyle T_{ij}={\frac {1}{4\pi }}\left(E_{i}D_{j}+H_{i}B_{j}-{\frac {1}{2}}\left({\vec {E}}\cdot {\vec {D}}+{\vec {H}}\cdot {\vec {B}}\right)\delta _{ij}\right)}
Diese Definition ist für anisotrope Medien jedoch nicht mehr symmetrisch.
Die Kraft pro Volumen {\displaystyle {\vec {f}}={\vec {F}}/V} kann aus der Divergenz des Spannungstensors und dem Poynting-Vektor {\displaystyle {\vec {S}}} bestimmt werden.
{\displaystyle ({\vec {\nabla }}\cdot \mathbf {T} )_{k}=\sum _{i=1}^{3}{\frac {\partial T_{ik}}{\partial _{x_{i}}}}=f_{k}+\varepsilon _{0}\mu _{0}{\frac {\partial S_{k}}{\partial t}}}

## Magnetostatik
Für rein magnetische Felder (z. B. näherungsweise in Motoren) fallen einige Terme weg, wodurch sich der Maxwell-Tensor vereinfacht zu:
{\displaystyle T_{ij}={\frac {1}{\mu _{0}}}B_{i}B_{j}-{\frac {1}{2\mu _{0}}}B^{2}\delta _{ij}}
Für zylinderförmige Objekte – z. B. die Rotoren eines Motors – ergibt sich
{\displaystyle T_{rt}={\frac {1}{\mu _{0}}}B_{r}B_{t}-{\frac {1}{2\mu _{0}}}B^{2}\delta _{rt}}
Dabei ist
- {\displaystyle r} die Scherung in radialer Richtung (vom Zylinder nach außen)
- {\displaystyle t} die Scherung in tangentialer Richtung (um den Zylinder herum). Der Motor wird hierbei durch die Tangentialkraft angetrieben.
- {\displaystyle B_{r}} die Flussdichte in radialer Richtung
- {\displaystyle B_{t}} die Flussdichte in tangentialer Richtung.

## Elektrostatik
In der Elektrostatik, für die das Magnetfeld verschwindet ({\displaystyle {\vec {B}}={\vec {0}}}), ergibt sich der elektrostatische Maxwellsche Spannungstensor. In Komponentenschreibweise ergibt sich dieser durch:
{\displaystyle T_{ij}=\varepsilon _{0}E_{i}E_{j}-{\frac {1}{2}}\varepsilon _{0}E^{2}\delta _{ij}}
und in symbolischer Schreibweise durch
{\displaystyle {\boldsymbol {T}}=\varepsilon _{0}{\vec {E}}\otimes {\vec {E}}-{\frac {1}{2}}\varepsilon _{0}({\vec {E}}\cdot {\vec {E}})\mathbf {I} }
wobei {\displaystyle \mathbf {I} } der Identitätstensor sei.